# Bartosz Warchoł
Bartosz Warchoł (16 de enero de 1992) es un ciclista polaco.

## Palmarés
2014
- 1 etapa del Carpathian Couriers Race

2015
- Visegrad 4 Bicycle Race-GP Polski Via Odra